# Pałac Sportu w Wilnie
Pałac Sportu w Wilnie (lit. Vilniaus sporto rūmai) – budynek wielofunkcyjny z widownią dla 4400 osób w stylu brutalizmu, wybudowany w latach 1965–1971 według projektu Eduardasa Chlomauskasa z zespołem na miejscu dawnego cmentarza żydowskiego. W 2004 roku został uznany za niebezpieczny do organizowania wydarzeń, przez co został zamknięty.

## Historia
Budynek powstał jako Pałac Muzyki i Sportu (Koncertų ir sporto rūmai) według projektu Eduardasa Chlomauskasa z zespołem (Henrikas Vytautas Karvelis, Zigmantas Liandzbergis i Jonas Kriukelis) na terenie, gdzie do 1950 znajdował się stary cmentarz żydowski na Śnipiszkach. Do połowy lat 90. obiekt był wykorzystywany do celów sportowych, rozgrywano tu liczne zawody oraz urządzano imprezy masowe m.in. koncerty muzyczne oraz targi i wystawy. 
W 2004 Pałac Sportu został sprzedany razem z otoczeniem grupie inwestycyjnej UBIG (Ūkio banko investicinė grupė), która planowała zburzenie obiektu i budowę na tym terenie dużego założenia mieszkaniowego. Do realizacji tego projektu nie doszło, w związku z tym przedstawiono projekt kompleksowego remontu, którego kosztorys uwzględniał 70-procentowe wsparcie finansowe z funduszy strukturalnych Unii Europejskiej. Do 2008, mimo złego stanu technicznego, obiekt był użytkowany jako plan filmowy. W 2009, ze względu na zagrożenie pożarowe, został wydany całkowity zakaz wstępu, ponadto korozja konstrukcji dachu zaczęła grozić jego zawaleniem. Ponieważ koszt remontu był równy połowie wartości gruntu, na którym znajdował się budynek grupa inwestycyjna zaczęła wątpić w jego opłacalność. W 2009, na skutek protestów organizacji żydowskich, z terenu otaczającego Pałac Sportu wyłączono z użytkowania większą część parkingu, gdzie przeprowadzono prace archeologiczne, a następnie przekształcono ją w teren zielony. 
Mimo zakazu użytkowania, w 2010 w budynku odbyła się impreza targowa, a w 2013 koncert VCO Rock. Również w 2013 Ūkio bankas, będący dotychczasowym właścicielem ogłosił bankructwo, a dwa lata później władze litewskie odkupiły obiekt od syndyka masy upadłościowej za 5,6 mln euro. W 2016 ogłoszono plan generalnego remontu, połączonego z przebudową i zmianą funkcji obiektów towarzyszących.